# 해양 지각

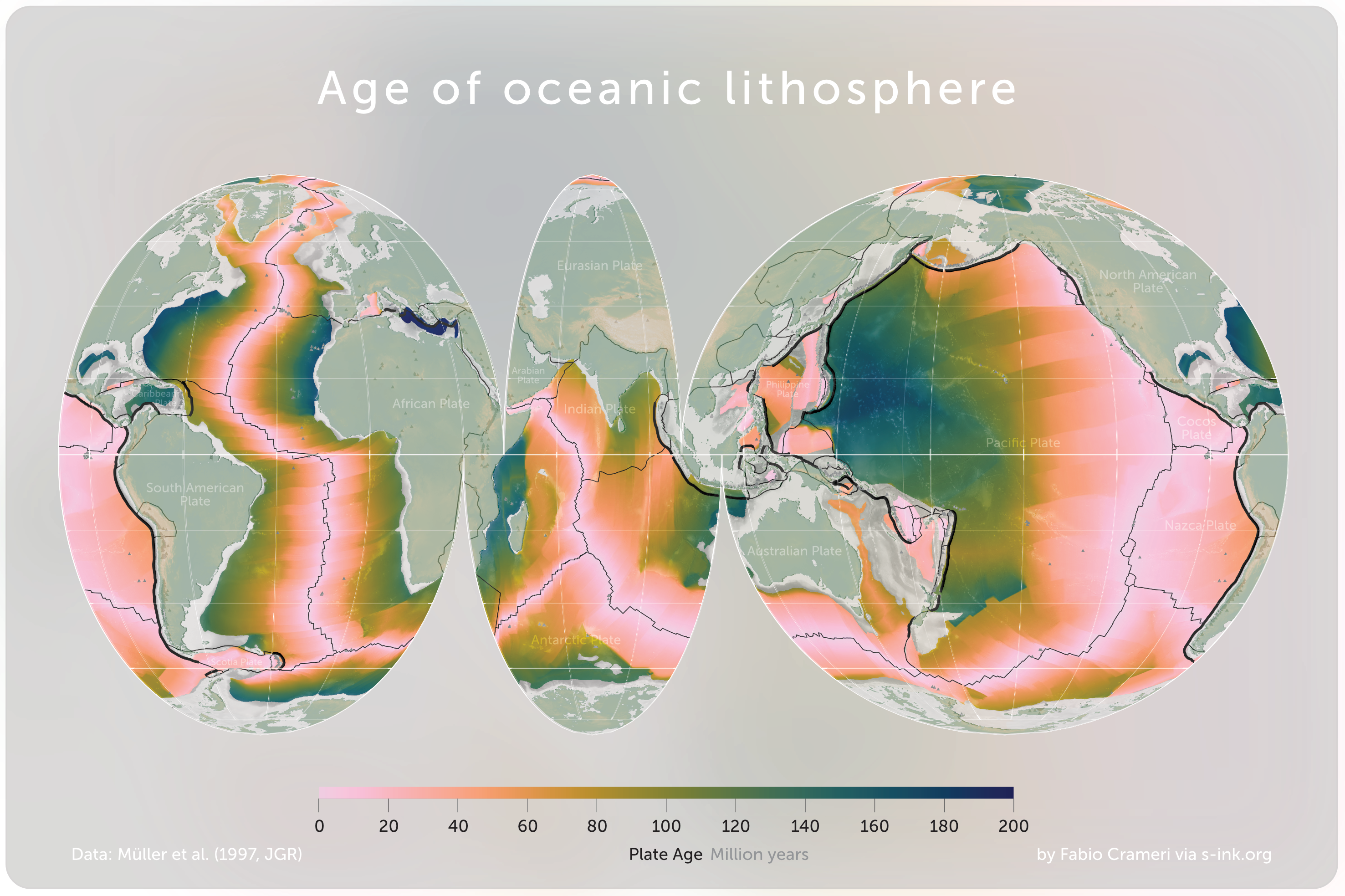
지구의 해양 지각 지도. 색상은 지각의 나이를 나타낸다. 밝은 색은 젊으며 어두운 색은 오래된 지각을 나타낸다. 선은 판 경계를 나타낸다.

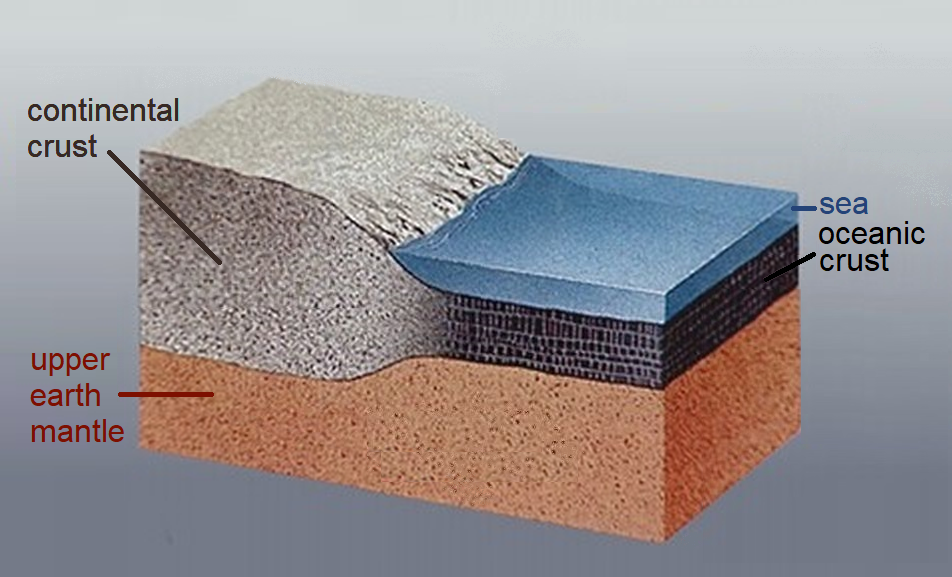
지구 상부 맨틀의 대륙 지각과 해양 지각

해양 지각(海洋 地殼, Oceanic crust)은 판의 해양 부분 중 최상층이다. 해양 지각은 베개 용암과 암맥 복합체로 구성된 상부 해양 지각과 트로크톨라이트, 반려암 및 초고철질 집적암으로 구성된 하부 해양 지각으로 이루어져 있다. 이 지각은 맨틀의 단단한 최상층 위에 놓여 있다. 지각과 단단한 상부 맨틀층이 합쳐져 해양 암석권을 구성한다.
해양 지각은 주로 철과 마그네슘이 풍부한 고철질 암석, 즉 시마로 구성되어 있다. 이는 대륙 지각, 즉 시알보다 얇으며, 일반적으로 두께가 10 km 미만이다. 그러나 밀도는 더 높아서 입방 센티미터당 약 3.0 그램의 평균 밀도를 가지는 반면, 대륙 지각은 입방 센티미터당 약 2.7그램의 밀도를 가진다.
지각의 가장 위쪽은 판 아래 맨틀 물질에서 유래한 마그마가 냉각된 결과이다. 마그마는 확장 중심부로 주입되는데, 이 중심부는 주로 이전 주입에서 유래한 부분적으로 고화된 결정 머쉬로 구성되며, 상부의 베개 용암을 공급하는 시트상 암맥군의 원천이 되는 마그마 렌즈를 형성한다. 용암이 냉각되면 대부분 해수와 합쳐져 화학적으로 변형된다. 이러한 분출은 주로 해령에서 발생하지만, 산재된 열점에서도, 그리고 드물지만 강력한 범람 현무암 분출로도 발생한다. 그러나 대부분의 마그마는 결정화되어 깊은 곳, 즉 하부 해양 지각 내에서 결정화된다. 그곳에서 새로 관입된 마그마는 기존의 결정머쉬와 암석과 섞여 반응할 수 있다.

## 구성
해양 지각의 완전한 단면이 아직 시추되지 않았지만, 지질학자는 해저를 이해하는 데 도움이 되는 몇 가지 증거를 가지고 있다. 구성 추정은 오피오라이트(대륙으로 융기하여 보존된 해양 지각 부분) 분석, 해양 지각의 지진 구조와 알려진 암석 유형의 지진 속도 실험실 측정치 비교, 잠수정, 준설(특히 해령 정상부와 변환 단층에서) 및 시추를 통해 해저에서 회수된 샘플을 기반으로 한다. 해양 지각은 대륙 지각보다 훨씬 단순하며 일반적으로 세 개의 층으로 나눌 수 있다. 광물물리 실험에 따르면, 하부 맨틀 압력에서 해양 지각은 주변 맨틀보다 밀도가 높아진다.
- 제1층은 평균 두께가 0.4km이다. 이는 미고결 또는 반고결 퇴적물로 구성되며, 보통 해령 근처에서는 얇거나 심지어 존재하지 않지만, 해령에서 멀어질수록 두꺼워진다.[10] 대륙 경계 근처의 퇴적물은 육성, 즉 육지에서 유래한 반면, 심해 퇴적물은 주로 탄산염과 규산염으로 이루어진 미세한 해양 생물의 껍데기로 구성되거나, 화산재와 탁류에 의해 운반된 퇴적물로 구성된다.[11]
- 제2층은 두 부분으로 나눌 수 있다. 제2A층은 두께 0.5km의 최상부 화산층으로, 유리질에서 미정질 현무암으로 구성되며, 보통 베개 용암 형태이다. 제2B층은 두께 1.5km의 휘록암 암맥으로 구성된 층이다.[12]
- 제3층은 표면 아래에서 마그마가 서서히 냉각되어 형성되며, 조립질 반려암과 집적암 초고철질 암석으로 구성된다.[13] 이 층은 두께가 거의 5km로 해양 지각 부피의 3분의 2 이상을 차지한다.[14]

### 지구화학
해저의 가장 많은 화산암은 칼륨 함량이 낮은 솔레아이트 마그마에서 유래한 해령 현무암이다. 이 암석은 대형 이온 친석 원소 (LILE), 경희토류 원소 (LREE), 휘발성 원소 및 기타 고도로 비호환성 원소의 농도가 낮다. 비호환성 원소가 풍부한 현무암도 발견될 수 있지만, 이들은 드물며 갈라파고스 제도, 아소르스 제도 및 아이슬란드 주변과 같은 해령 열점과 관련되어 있다.
신원생대 10억 년 전에는 세계 해양 지각이 현재 지각보다 더 고철질이었다. 지각의 고철질 특성은 지각의 변형된 부분에 더 많은 양의 물 분자(OH)가 저장될 수 있음을 의미했다. 섭입대에서 이 고철질 지각은 일반적인 청편암상에서 녹색편암으로 변성되기 쉬웠다.

### 생애 주기
해양 지각은 해령에서 끊임없이 생성된다. 이 해령에서 대륙판이 발산함에 따라 마그마가 상부 맨틀과 지각으로 상승한다. 대륙판이 해령에서 멀어짐에 따라 새로 형성된 암석은 냉각되고 점차 그 위에 퇴적물이 쌓이기 시작한다. 가장 젊은 해양암은 해령에 있으며, 해령에서 멀어질수록 점차 나이가 많아진다.
맨틀이 상승하면 압력이 감소하고 고상선을 가로지르면서 냉각되고 녹는다. 생성되는 용융물의 양은 맨틀이 상승할 때의 온도에만 의존한다. 따라서 대부분의 해양 지각은 두께가 동일하다(7±1km). 매우 느리게 확장하는 해령(반확장 속도 1cm/년 미만)은 더 얇은 지각(두께 4~5 km)을 생성하는데, 이는 맨틀이 상승하면서 냉각될 기회가 있고, 따라서 더 얕은 깊이에서 고상선을 가로질러 녹기 때문에 더 적은 용융물과 더 얇은 지각을 생성하기 때문이다. 이에 대한 예로는 북극해 아래의 가켈 해령이 있다. 평균보다 두꺼운 지각은 맨틀 플룸 위에 존재하는데, 이는 맨틀이 더 뜨겁고 따라서 더 깊은 깊이에서 고상선을 가로질러 녹기 때문에 더 많은 용융물과 더 두꺼운 지각을 생성하기 때문이다. 이에 대한 예로는 두께가 약 20km인 아이슬란드가 있다.
해양 지각의 나이는 암석권의 (열적) 두께를 추정하는 데 사용될 수 있는데, 젊은 해양 지각은 아래 맨틀을 냉각시킬 충분한 시간이 없었지만, 오래된 해양 지각은 아래에 더 두꺼운 맨틀 암석권을 가지고 있다. 해양 암석권은 수렴 경계라고 알려진 곳에서 섭입한다. 이러한 경계는 한 판의 해양 암석권과 다른 판의 해양 암석권 사이에 존재하거나, 한 판의 해양 암석권과 다른 판의 대륙 암석권 사이에 존재할 수 있다. 두 번째 상황에서는 대륙 암석권이 밀도가 낮기 때문에 해양 암석권이 항상 섭입한다. 섭입 과정은 오래된 해양 암석권을 소모하므로 해양 지각은 2억 년보다 오래된 경우가 거의 없다. 해양 지각의 반복적인 생성과 소멸을 통해 초대륙이 형성되고 파괴되는 과정을 윌슨 주기라고 한다.
가장 오래된 대규모 해양 지각은 서부 태평양과 북서부 대서양에 있으며, 둘 다 약 1억 8천만 년에서 2억 년 정도 되었다. 그러나 지중해 동부의 일부는 약 2억 7천만 년에서 3억 4천만 년 정도 된 훨씬 오래된 테티스해의 잔해일 수 있다.

## 자기 이상
해양 지각은 해령과 평행하게 정렬된 자기선 패턴을 현무암에 고정된 채로 보여준다. 해령에서 대칭적인 양의 자기선과 음의 자기선 패턴이 방출된다. 새로운 암석은 해령의 마그마에서 형성되고, 해저는 이 지점에서부터 확장된다. 마그마가 냉각되어 암석을 형성할 때, 그 자기 극성은 당시 지구의 자기 극의 현재 위치와 정렬된다. 새로운 마그마는 오래된 냉각된 마그마를 해령에서 멀어지게 밀어낸다. 이 과정은 교번하는 자기 극성을 가진 해양 지각의 평행한 부분들을 초래한다.

## 같이 보기
- 대륙 지각
- 암석권
- 모호로비치치 불연속면
- 판 구조론
- 해저 수심 대 나이

## 참고 문헌
- Marshak, Stephen (2005). 《Earth: Portrait of a Planet》. 41–87쪽.
- McDuff, Russell E.; Heath, G. Ross. “Ocean 540: Oceanic Lithosphere; Plate Tectonics; Seafloor Topography”. School of Oceanography, University of Washington. 2009년 8월 9일에 확인함.